# Усіньш
Усіньш (латис. Ūsiņš) — в міфології латишів покровитель коней. Тепер його не шанують у зв'язку з поширенням християнства. Його ім'я, можливо, походить від литовського кореня aus-. Цей корінь зустрічається в таких словах, як aust (розквітати), austra (зоря), austrums (схід). Володимир Топоров зіставляє Усіньша з руським Авсенем, вважаючи, що у них єдине походження. 

## Шанування
Це божество шанувалося предками  литовців та латишів. Усіньш вважається покровителем коней, наприклад, в 1600 про нього згадав єзуїт Стрібінг, назвавши його «богом коней», а в 1725 в одній з книг його назвали «паном коней». Усіньш носить цю назву тому, що за переказами він вирощує хороших коней, стежить за ними, виганяє на пасовище, відкриває загін, охороняє їх, тощо. Іноді Усіньш не відрізняється від коня, наприклад, відомі вигуки «Ах, Усіньш!», «Ой, Усіньш коней!», тощо. Так говорили лише про найкращих коней. 
Усіньшу підносили жертви: два хліба та шматок жиру кидали у вогонь. Також йому був присвячений окремий день, який, зазвичай, співпадав з Юр'євим днем.

## Походження

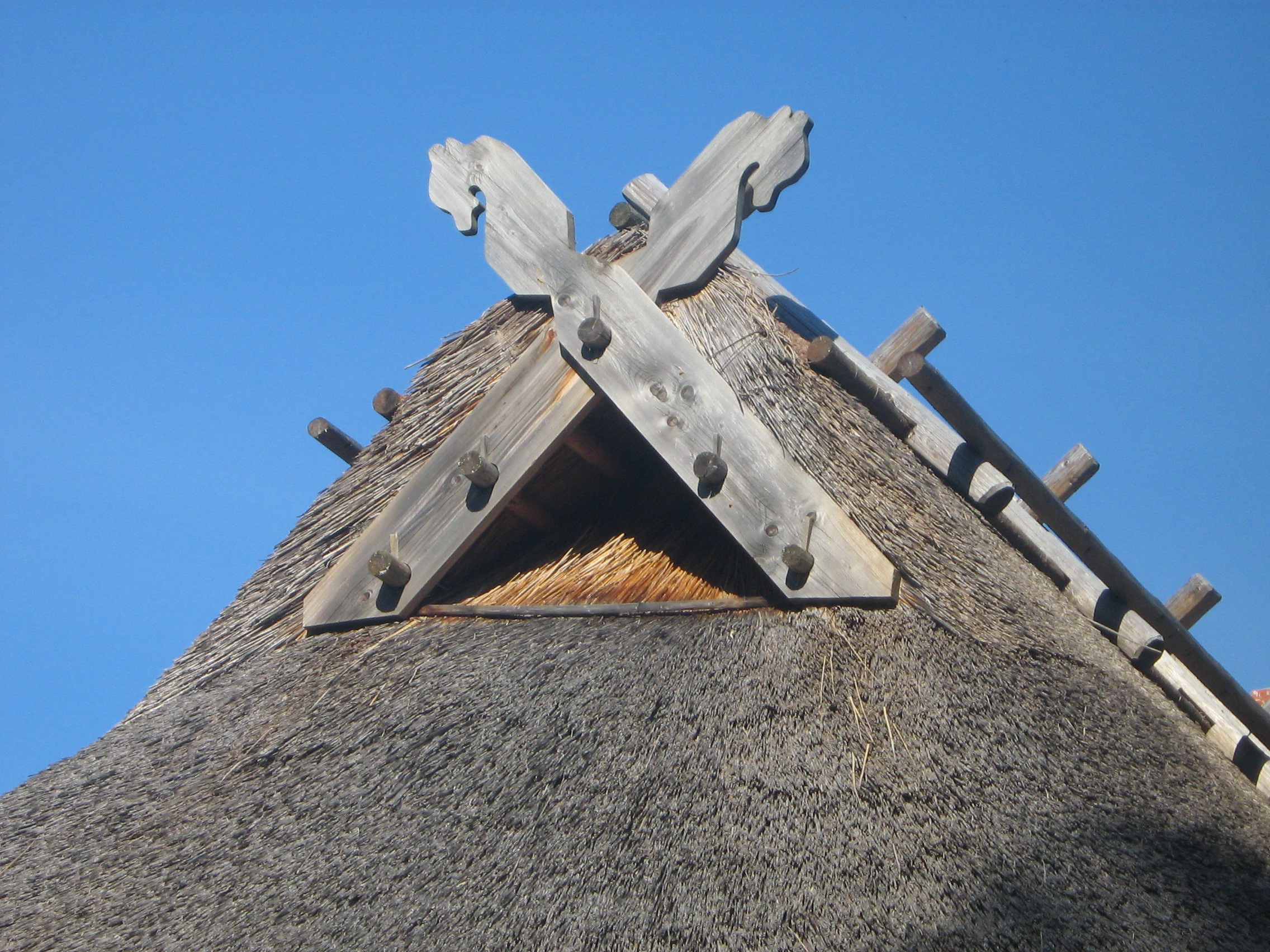

У міфах про Усіньша говориться, що він — син бога Діеваса (небо), у нього є два сини-близнюки; одного з них він посилає в нічний, а іншого — в поле з сохою. Усіньш відроджується щовесни на пагорбі. Він також пов'язаний з вогнем та вважається його «запалювачем», «охоронцем», а також з «ранковими» птахами, зооморфними символами сонця: жайворонком, півнем, куликом і т. д. Це означає, що Усіньш безпосередньо пов'язаний з сонцем. Він і сонце часто з'являються в одних і тих же міфах і ситуаціях. Його два сини-близнюки свідчать про те, що раніше Усіньш шанувався як пара коней, порівнянна з парними кониками даху (прикраса будівель), з кіньми, вирізаними на ковзанах і т. д. Все це говорить про його прямий зв'язок з близнюковими , циклічними та солярними міфами. 
Усіньша можна зіставити з такими богами, як римська Аврора, давньогрецька Еос, давньоіндійська Ушас та ін. Також спорідненим Усіньшу є слов'янський Авсень.